# Glocker Károly
Glocker Károly (? , 1809 – Enying, 1879. május 9.) gyümölcskertész.

## Életrajza
A Batthyány-uradalom kertésze volt, kiváló gyakorlati pomológus, aki élete nagy részét Batthyány Fülöp enyingi birtokán töltötte. A 19. század közepén itt hozta létre Magyarország egyik legnagyobb gyümölcsfaiskoláját, ahol korának minden jelentős gyümölcsfajtáját termesztette, a legnagyobb magyarországi gyümölcsfajtagyűjteménnyel rendelkezett. Korának szinte valamennyi jelentős gyümölcsfajtáját szaporította. Gyümölcseivel a hazai és német kiállításokon több díjat nyert.
Az 1858-ban alakult Országos Kertészeti Társulatnak már az alapítás éveiben tagja lett és hamarosan az igazgató választmány tagjai között találjuk. Tevékenyen részt vett a Társulat munkájában, Enyingen és vidékén képviselte annak anyagi és szellemi érdekeit. A Társulat rendezte kiállítások bíráló bizottságának aktív résztvevője volt.
A Magyar Kertészeti Társulat által létrehozott kertészeti csarnok kiállításainak is aktív részese volt, mint igazgató választmányi tag, és mint neves termesztő egyaránt. E csarnok szerepe a különböző vidékekről származó kiváló gyümölcsfajták és egyéb kertészeti termékeknek a közönséggel való megismertetése és elterjesztése volt. A múlt századi szakfolyóiratok – a „Magyar Kertész”, a „Kerti Gazdaság” – gyakran hívták fel a figyelmet a Glocker-féle faiskolára és vállalkoztak gyümölcsfa-lajstromának terjesztésére.
A Kertészeti Társulat 1860. évi győri kiállításán külön kiemelték gyűjteményét, mint az eredeti magyar fajokban és a leghelyesebb magyar elnevezésekben is gazdag gyűjteményt.
Szorgalmazta a vidéken rendezett kiállítások gyakoribbá tételét. 
Glocker szoros kapcsolatot tartott a neves kortárs gyümölcskertészekkel; Villási Pállal, a kertészeti gazdasági akadémia főkertészével, Entz Ferenccel, a modern magyar kertészet egyik megindítójával, Bereczki Mátéval, a pomológaiai szakirodalom megteremtőjével.
A reformkor nemcsak a politikát, hanem az ország egész gazdaságát, ezen belül a mezőgazdaságot is megújította. Korábban, megfelelő számú és tőkével rendelkező városi lakosság hiányában sem igény nem volt a kertészeti termékek iránt, sem pénz azok megvásárlására. A 18. században a magyar arisztokrácia még külföldről hozatta be a gyümölcsfajtákat.
A változás akkor kezdett megindulni, amikor a nagyszombati egyetemen az általános természettudományi ismeretek között oktatni kezdték a botanikát is. Létrejöhettek az első faiskolák, ahol összegyűjtötték a helyi magyar gyümölcsfajtákat. Olyan egyedeket kínáltak a közönségnek, amelyek színvonal tekintetében is elérték a külföldieket is és alkalmasak voltak a hazai természeti viszonyok közötti sikeres termesztésre.
Az enyingi Batthyány uradalomnak mintegy 100 holdnyi kert területe volt. Fele részben angolkert és ugyanakkora parkformájú ültetvény. A vidék talaja száraz, mezőségi talaj. A környék fában, bokorban szegény volt. A kert nyugat felé lejtett, de körben nem védte semmi. A Balaton és a Bakony közelsége gyors és szélsőséges hőmérsékletváltozást okoz. Ez sok növényre, mely egyébként itt dúsan teremne, káros befolyással van. Az őszi- és kajszibarackok, cseresznyék, almák itt rendszerint korán hajtanak ki és virágzanak, de rendkívül erős éjszakai lehűlések és fagyok komoly károkat okoznak. Száraz nyár után itt gyakran igen nedves ősz következik, minek hatására a fák újra kihajtanak és hirtelen beköszöntő fagyok s a kemény tél nemcsak az új hajtásokat, gyakran az egész fát tönkreteszik.
Glocker a birtokon e fent említett káros hatású éghajlati befolyás ellensúlyozására létesítette faiskoláját. Az volt a célja, hogy olyan fajtákat szaporítson, melyek az itteni viszonyokhoz a legjobban alkalmazkodnak. A faiskolának kiválasztott földet a beültetés előtt 30-60 cm mélységig felásatta. Magas növésű almákat és körtéket kizárólag vad alanyokra oltott. Törpe növésű körtéket lassan növő körtére vagy birsre, az őszibarackot kivétel nélkül mandulára oltotta. A cseresznyék az itteni talajban, ha erdei cseresznyére oltják, nem maradnak meg, ezért ő szokatlan, de bevált, 30 éves tapasztalásból táplálkozó módszert alkalmazott: Prunus mahaleb-re oltotta őket. Az így nevelt törpe cseresznyefák a legjobb termők, a legegészségesebbek és a legtartósabbak voltak.
Gyümölcsfajegyzékét több alkalommal is publikálta. Faiskolai jegyzékét a mérsékeltek és a megbízhatók közé sorolták. A 33 oldalas Glocker-jegyzék már a lapszámával is a szakértelmet és a megbízhatóságot sugallta. Egyik kiváló gyümölcsfajtája a téli Aranyparmé volt. Ez az Angliából származó almafajta annyira kedveltté vált a 19. század közepére Magyarországon, hogy szinte már magyar fajtának tekintették.
Glocker nevét megörökítette és máig őrzi a gyümölcsészeti szakirodalom, mégpedig az európai hírűvé vált "Glocker óriás" cseresznye által. Szakcikkei a Kerti Gazdaságban és a Magyar Kertészben jelentek meg.
1879. május 9-én, életének 70. évében halt meg Enyingen.

## Főbb munkái
- Verxeichniss diverser Obstsorten..., welche zu Enying cultiviert werden (Pest; 1858)
- Jegyzéke többféle alma, körte... és bogyósgyümölcsöknek, valamint rózsáknak, melyek... Enyingen tenyésztetnek (Székesfehérvár, 1866).